# Hochstiftliches Brauhaus Fulda
La Hochstiftliches Brauhaus Fulda est une brasserie à Fulda, dans le Land de Hesse.

## Histoire
Joseph Wißner construit en 1848 une brasserie, une maison et un restaurant dans le jardin de la Leipziger Straße. Le fondateur de la brasserie meurt sans héritier, l'entreprise devient en avril 1866 la propriété de Friedrich Wilhelm Giesel, après quoi le restaurant est communément appelé "Giesel's Felsenkeller".
Après la mort de Giesel, la propriété passa à son gendre Joseph Schultheis en 1892. Son premier mariage est avec la fille d'un propriétaire de brasserie à Löschenrod, Anton Kramer, qui est dirigée par sa veuve après sa mort. Son fils Pius Kramer dirige finalement l'entreprise avec son gendre, le commerçant Ludwig Klesper, qui fusionne finalement la leur avec la brasserie Schultheis. La fusion a lieu le 1er octobre 1906, l'année 1907 est le premier exercice commercial de l'"Unionbrauerei Fulda".
Au tournant du siècle, le chemin de fer introduit des bières étrangères sur le marché local, mais la brasserie peut augmenter sa production de bière et, en 1911, pour répondre à la demande croissante, elle achète une première automobile, qui remplace cinq chevaux et trois hommes. Cependant, cette reprise est interrompue par la Première Guerre mondiale, qui ne s'améliore pas dans la période d'après-guerre avec l'inflation et la crise économique mondiale. Cependant, peu avant le début de la Seconde Guerre mondiale, la production s'améliore à nouveau.
Au moment de la Seconde Guerre mondiale, l'activité brassicole est gravement affectée par les employés, les chevaux et les camions appelés au service militaire, et il est difficile de maintenir l'exploitation avec quelques employés plus âgés. À la fin de la guerre, l'entreprise est confisquée et une station d’embouteillage de Coca-Cola est installée. Cette occupation dure longtemps grâce à une usine d'embouteillage nouvellement construite peu avant la guerre et qui est alors ultramoderne par rapport aux autres brasseries allemandes. Mais au milieu de 1947, il est à nouveau possible de brasser de la bière.
Dans les années d'après-guerre, les ventes chutent fortement, car la consommation dans les restaurants diminue en raison de la pauvreté générale et les gens consommaient d'autres boissons moins chères, dont certaines furent achetées à bas prix sur le marché noir. En outre, une fermeture d'entreprise est envisagée après que plusieurs facteurs tels que la nécessité de réparations, la pénurie de matières premières, l'insuffisance de capitaux et la pression fiscale arrivent ensemble pendant dix ans. Cependant, lorsque les prix de la bière sont retirés du contrôle des prix en 1952, la hausse de la production vient.
Les installations techniques se modernisent, par exemple en 1992 avec l'installation d'un nouveau système de remplissage de barriques ou en 1995 avec l'introduction de nouvelles cuves de fermentation cylindro-coniques. Des changements ont lieu concernant les bouteilles, comme la conversion à la bouteille NRW plus fine en 1992 ou l'introduction de la bouteille à col long de 0,33 l en 1996.
Après la reprise de la Will-Bräu à Motten en 1987, le nom change en Hochstiftliches Brauhaus Fulda en décembre 1993. La brasserie Salch à Hammelburg est rachetée à la fin des années 1990, la Burgbrauerei Lauterbach et l'Auerhahn-Brauerei à Schlitz en 1997 et en 2012 Brauerei Alsfeld.

## Production
La brasserie produit 7 types de bière :
| Nom              | Pils                                 | Gold                         | Drive                                | Radler                      | Weizen                                          | Schwarzer Hahn         | Weihnachtsbier     |
| ---------------- | ------------------------------------ | ---------------------------- | ------------------------------------ | --------------------------- | ----------------------------------------------- | ---------------------- | ------------------ |
| Caractère        | frais, acidulé, délicatement acidulé | maigre, piquant, doux        | acidulé, délicatement acidulé, mince | fruité, frais               | fruité, acidulé                                 | malté aromatique, doux | corsé, épicé, doux |
| Couleur          | doré, brillant                       | jaune clair, brillant        | doré, levuré                         | de couleur ambre, brillant  | de couleur légèrement ambrée, avec un bel éclat |                        |                    |
| Type             | Pils classique                       | Lager classique              | Schankbier sans alcool               | Panaché avec de la limonade | Weizenbier                                      | -                      | -                  |
| Méthanisation    | Levure de fermentation basse         | Levure de fermentation haute | Levure de fermentation basse         |                             |                                                 |                        |                    |
| Moût original    | 11,5 %                               | 10,8 %                       | 6,0 %                                | 10,8 %                      | 12,8 %                                          | 10,8 %                 | 12,5 %             |
| Teneur en alcool | 4,9 %                                | 4,8 %                        | 0 %                                  | 2,6 %                       | 5,2 %                                           | 4,8 %                  | 5,6 %              |